# Christoph Klauser
Christoph Klauser (* 4. Juni 1924 in Deutschlandsberg; † 11. Oktober 2009) war ein österreichischer Landes- und Kommunalpolitiker (SPÖ).

## Leben
Klauser studierte an der Universität Graz Rechtswissenschaften, promovierte und war danach als Rechtsanwalt tätig.
1960 bis 1972 war er Bürgermeister von Deutschlandsberg, bis 1991 Mitglied der steiermärkischen Landesregierung.
Insgesamt war er 40 Jahre lang als Kommunalpolitiker in seiner Heimatstadt Deutschlandsberg aktiv.
Er war von 1970 bis 1991 Mitglied der 23. bis 26. Steiermärkischen Landesregierung unter Friedrich Niederl (ÖVP) bzw. Josef Krainer junior (ÖVP) und dort jeweils Landesrat für Finanzen. Danach war er bis 1996 Zweiter Präsident des Landtages Steiermark. 
Als Finanz-Landesrat war er Mitglied des damaligen Theaterausschusses (heute Lenkungsausschuss der Theaterholding), des Vorstands des Musikvereins für Steiermark und des Präsidiums des Steirischen Herbstes.
In seiner Zeit als Landesrat war in den 1980er Jahren der sogenannte „Rundfunk-Fernseh-Schilling“ als Zusatz zur ORF-Gebühr eingeführt worden, mit dessen Erträgen eine Reihe von Großprojekten finanziert wurde: Dazu gehörten die grundlegende Renovierung des Grazer Opernhauses einschließlich eines Neubaus des Proben-, Werkstätten- und Verwaltungstrakts in der Girardigasse mit zusätzlicher Bühne für das Jugendtheater Next Liberty, die Erneuerung des Bühnenhauses und der Technik im Grazer Schauspielhaus. Christoph Klauser war weiters maßgebend beteiligt an der Vorbereitung der Generalsanierung des Landesmuseums Joanneum mit der Sanierung 
- von Schloss Eggenberg (Graz) und Park mit Archäologie-Bau etc.,
- des Naturwissenschaftlichen Museumsgebäudes Graz, Raubergasse,
- des Landschaftsmuseums im Schloss Trautenfels und des Jagdmuseums im Schloss Stainz sowie
- des Ausbaus der damaligen Neuen Galerie.

Für die Steirische Kulturinitiative war er von 1977 bis 1991 Finanzierungskoordinator. Als Gründungs- und Langzeitvorsitzender der Steirischen Gesellschaft für Kulturpolitik wirkte er (ab 1979) an beinahe 250 Projekten dieser Gesellschaft mit.
Zudem war Klauser von 1970 bis 1996 Vorsitzender des steirischen Bundes sozialdemokratischer Akademiker (BSA).
Klauser war verheiratet und hatte zwei Kinder. Er erlag im Alter von 85 Jahren einem Krebsleiden. Nach seinem Tod wurde er in der Berichterstattung als Politiker gewürdigt, der sich „durch seine besonnene und ausgleichende Art“ weit über die Parteigrenzen große Anerkennung erworben hatte.

### Ehrungen
- Ehrenbürger von Schladming
- Dr.-Christoph-Klauser-Weg ⊙ in Deutschlandsberg